# Graeme Killick
Pour les articles homonymes, voir Killick.
Graeme Killick est un fondeur canadien, né le 26 février 1989 à Fort McMurray.

## Biographie
Membre du Ptarmigan Nordic Ski Club, il fait ses débuts sur le circuit nord-américain durant la saison 2007-2008. Chez les jeunes, il obtient son meilleur résultat aux Championnats du monde des moins de 23 ans en 2010 avec une septième place sur la poursuite.
Il fait ses débuts en Coupe du monde en janvier 2011. Il marque ses premiers points lors de la saison 2015-2016, avec une 21e place au skiathlon de Lillehammer.
Aux Jeux olympiques d'hiver de 2014, à Sotchi, il finit 44e du skiathlon, 65e du quinze kilomètres classique, 12e du relais et 28e du cinquante kilomètres libre.
Aux Championnats du monde 2015, à Falun, il est notamment 19e du cinquante kilomètres classique.
Son ultime saison au niveau international a lieu en 2017-2018, où il participe aux Jeux olympiques de Pyeongchang, se classant 38e du quinze kilomètres, 45e du skiathlon, 27e du cinquante kilomètres classique et 8e du relais.

## Palmarès

### Jeux olympiques d'hiver
| Épreuve / Édition   | Sprint                           | Sprint                           | 15 km                            | 15 km                            | Skiathlon 2 × 15 km | 50 km | Relais | Relais    |
| Épreuve / Édition   | libre                            | classique                        | libre                            | classique                        | Skiathlon 2 × 15 km | 50 km | Sprint | 4 × 10 km |
| JO 2014 Sotchi      | -                                | Épreuve inexistante à cette date | Épreuve inexistante à cette date | 65e                              | 44e                 | 28e   | —      | 12e       |
| JO 2018 Pyeongchang | Épreuve inexistante à cette date | —                                | 38e                              | Épreuve inexistante à cette date | 45e                 | 27e   | —      | 8e        |

### Championnats du monde
| Épreuve / Édition   | Sprint                           | Sprint                           | 15 km                            | 15 km                            | Skiathlon 2 × 15 km | 50 km | Relais | Relais    |
| Épreuve / Édition   | libre                            | classique                        | libre                            | classique                        | Skiathlon 2 × 15 km | 50 km | Sprint | 4 × 10 km |
| Mondiaux 2015 Falun | Épreuve inexistante à cette date | -                                | 32e                              | Épreuve inexistante à cette date | -                   | 19e   | —      | 10e       |
| Mondiaux 2017 Lahti | -                                | Épreuve inexistante à cette date | Épreuve inexistante à cette date | -                                | 47e                 | 43e   | -      | -         |

### Coupe du monde
- Meilleur classement général : 82e en 2016.
- Meilleur résultat individuel : 21e.

#### Classements en Coupe du monde
| Année     | Classement général final | Classement distance | Classement sprint |
| 2015-2016 | 82e                      | 58e                 | -                 |
| 2016-2017 | 133e                     | 93e                 | -                 |